# Скорняков, Лев Анатольевич
Лев Анатольевич Скорняков (14 февраля 1924 — 26 мая 1989) — советский математик-алгебраист, доктор физико-математических наук (1958), профессор (1960).
В 1941 окончил среднюю школу и после начала Великой Отечественной войны работал на строительстве оборонительных сооружений у Смоленска. Осенью 1941 году поступил на механико-математический факультет МГУ, в 1943 мобилизован в ряды РККА. В качестве рядового-артиллериста воевал на Ленинградском фронте, в марте того же года в бою при посёлке Красный Бор был ранен, в результате чего потерял левую руку.
После демобилизации по инвалидности продолжил занятия в МГУ. Одновременно с учёбой в университете преподавал математику в Военной академии бронетанковых и механизированных войск, а также в школе рабочей молодёжи. В 1947 по окончании обучения поступил в аспирантуру, в 1950 году защитил кандидатскую диссертацию по теме «Альтернативные тела и альтернативные плоскости». С 1950 года до 1952 год работал в Карело-Финском государственном университете, с 1952 года — в Московском высшем техническом училище, и с того же года начал работать на кафедре высшей алгебры МГУ по совместительству, где с 1954 года становится штатным сотрудником кафедры. В 1958 году защитил докторскую диссертацию по теме «Некоторые вопросы теории тел и теории проективных плоскостей». С 1960 и до конца жизни работал профессором кафедры высшей алгебры МГУ.
В 1985 году награждён орденом Отечественной войны 1 степени
Основные публикации:
- «Дедекиндовы структуры с дополнениями и регулярные кольца» (1961);
- «Лекции по алгебре» (1963);
- «Абелевы группы и модули» (соавт., 1969);
- «Элементы теории структур» (1970);
- «Элементы алгебры» (1980);
- «Элементы общей алгебры» (1983).

Был главным редактором вышедшего в 1990—1991 годах справочного двухтомника «Общая алгебра», ставшего одним из самых объемлющих сборников результатов по современной алгебре.